# Teozofia

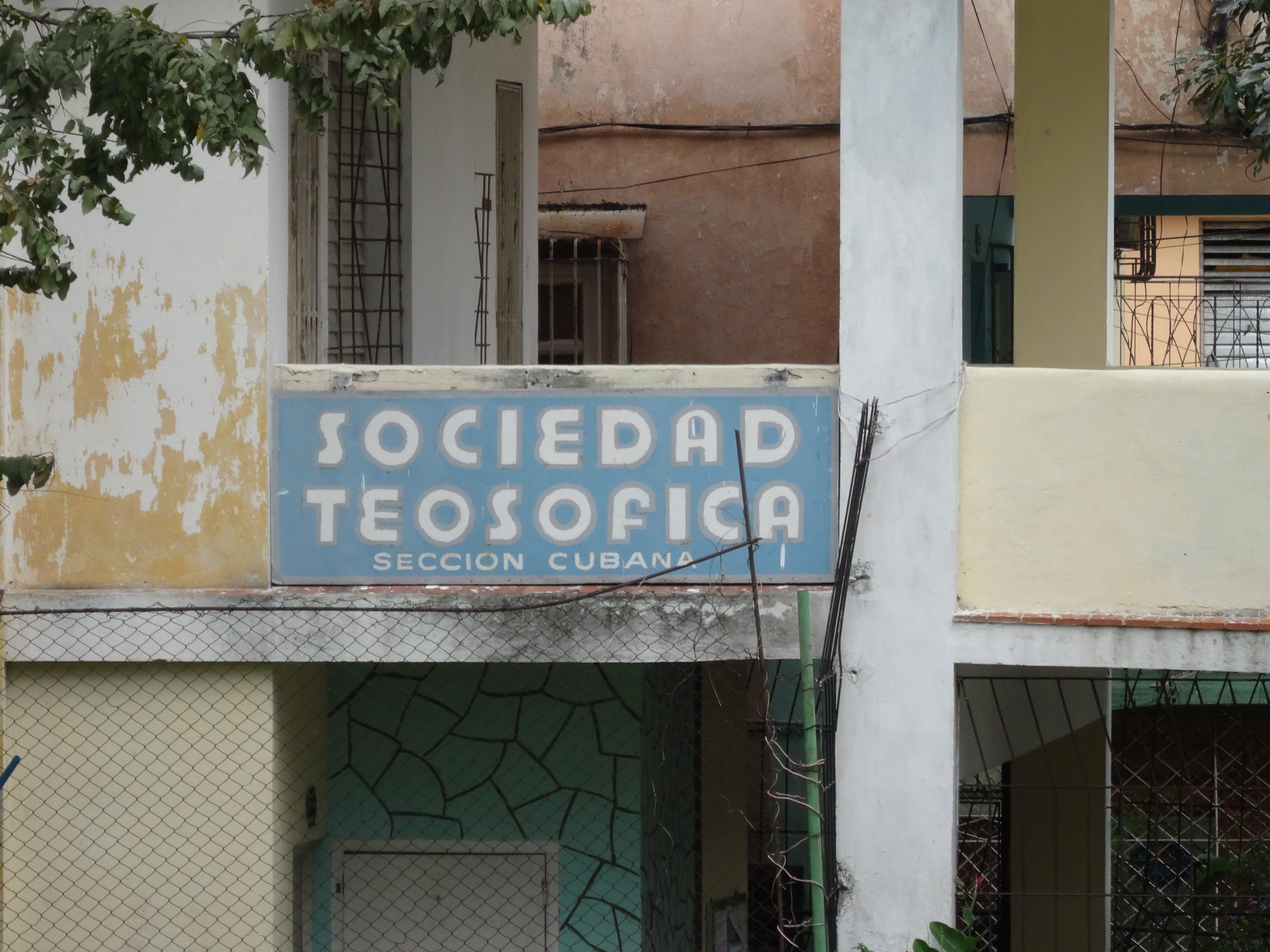
Siedziba Towarzystwa Teozoficznego w Hawanie

Teozofia (gr. theos „bóg” i sophia „mądrość”) – światopogląd religijno-filozoficzny głoszący możliwość uzyskania bezpośredniego kontaktu człowieka ze światem nadprzyrodzonym i poznania jego tajemnic przede wszystkim przez mistyczne objawienie, w węższym znaczeniu jeden z przejawów tendencji połączenia różnych religii (synkretyzm) głoszony przez Towarzystwo Teozoficzne, założone w 1875 roku przez Helenę Bławatską w Nowym Jorku.
Później kontynuowany przez jej uczennicę Alice Bailey i jej męża Fostera Baileya, którzy założyli Lucifer Publishing Company w 1920 roku, przemianowany po kilku latach na Lucis Trust. Mottem teozofii jest „Nie ma religii wyższej niż prawda”. Według Bławatskiej teozofia nie jest religią, lecz systemem myślowym możliwym do pogodzenia z niektórymi zorganizowanymi religiami takimi jak buddyzm czy hinduizm.
Pod koniec XIX wieku silnie wpłynęła na wolnomularstwo, zwłaszcza loże Le Droit Humain. Ze sprzeciwu wobec teozofii Rudolf Steiner stworzył antropozofię. W uproszczonej wersji idee teozoficzne przeniknęły do masowej świadomości, dając początek ruchom New Age.
Termin „teozofia” wywodzi się z greckich wyrazów θεóς „bóg” i σοφία „mądrość”. Według Bławatskiej oznacza dosłownie „mądrość bogów” i został po raz pierwszy użyty przez neoplatonika Amoniusza Sakkasa w III wieku n.e. na oznaczenie wiecznego systemu etyki godzącego wszystkie religie.

## Idee
- wiara w bezosobowy Absolut i wszechobecną świadomość
- wieczność kosmosu i natury jako emanacji absolutu
- reinkarnacja – każda dusza przechodzi przez stadia roślinne, zwierzęce, zanim wcieli się w ciało ludzkie
- karma – odpowiedzialność każdej istoty za własne czyny
- ewolucja – cały wszechświat, od ludzi po gwiazdy, dąży do doskonałości i zjednoczenia z Absolutem
- uniwersalne braterstwo ludzkości

### Siedmioraka istota człowieka
Według teozofii, człowiek jest istotą zawierającą w sobie 7 form istnienia, różniących się trwałością i doskonałością;
1. ciało fizyczne (sthula-sarira)
2. prana (energia życiowa)
3. ciało eteryczne (linga-sarira; tzw. sobowtór)
4. dusza zwierzęca (kamarupa; siedziba namiętności)
5. intelekt (manas)
6. jaźń (buddhi; dusza duchowa)
7. duch (atma; emanacja absolutu)

Tylko trzy ostatnie elementy są nieśmiertelne i tworzą razem duszę. Po śmierci dusza jednoczy się z Absolutem, wchodząc w stan niczym nie zmąconego szczęścia, zwany dewachanem.

## Organizacje powstałe na gruncie teozofii
- Centrum Serc
- Działalność Religijna „JAM JEST”
- Most ku Wolności
- Summit Lighthouse
- Świątynia Obecności
- Kościół liberalno-katolicki